# Brački kamen
Brački kamen naziv je za petrološke razne varijetete bijelog vapnenca sa smeđim uklopcima kršja rudista. Brački kamen je u graditeljstvu poznat još iz antike, primjerice prikaz Herkula koji je uklesan u živoj stijeni rimskog kamenoloma Rasohe pokraj mjesta Škrip na otoku Braču. Od srednjeg vijeka cvate kamenoklesarstvo te plastična obradba bračkog mramora. Djela nastala od bračkog kamena nalaze se u zemljama na objema obalama Jadranskog mora kao i u prekooceanskim zemljama.